# Gecijferdheid
Gecijferdheid is de combinatie van kennis, vaardigheden en persoonlijke kwaliteiten die een individu nodig heeft om adequaat en autonoom om te gaan met de kwantitatieve kant van de wereld om ons heen.
Gecijferdheid is nauw verwant aan het Engelstalige begrip numeracy. Daar is de definitie algemener: "het vermogen met getallen en wiskundige begrippen om te gaan".
Pas vanaf de 18e eeuw werd het voor grote groepen mensen in de maatschappij van belang om iets te weten van cijfers en manieren van rekenen, omdat vanaf dat moment de industriële revolutie in ieders leven een rol ging spelen. Daarbij was belangrijk dat iedere burger redelijk tot goed kon rekenen met pen en papier. Dat is nog steeds zichtbaar in de scholen.
In de huidige maatschappij is rekenen en ook een stuk wiskunde grotendeels geautomatiseerd. Ook steeds meer rekenzaken zijn weggeorganiseerd in apparaten, denk aan supermarktkassa's en scan-apparaten. Daarom wordt veel onderzoek gedaan om opnieuw te definiëren welke kennis, vaardigheden en persoonlijke kwaliteiten iemand nodig heeft om om te gaan met de kwantitatieve kant van de wereld om ons heen.

## Wiskundige geletterdheid
Naast het begrip gecijferdheid wordt ook wel het begrip wiskundige geletterdheid gebruikt. De begrippen gecijferdheid en wiskundige geletterdheid zijn relatief jonge begrippen. Er worden in onderzoeken, artikelen en discussies dan ook nog geen uitgekristalliseerde eenduidige definities gehanteerd.
In buitenlandse onderzoeken worden vaak de termen Numeracy en Mathematical Literacy gebruikt.
Een veelgeciteerde definitie van wiskundige geletterdheid wordt gebruikt in PISA, het internationale onderzoek om wiskundeprestaties van middelbare scholieren te vergelijken. Deze definitie luidt: " Wiskundige geletterdheid is het vermogen om wiskunde te herkennen,te begrijpen en te gebruiken. Dit vermogen moet het mogelijk maken goed beargumenteerd een oordeel uit te spreken over de rol die wiskunde speelt, en dan wel die wiskunde die nodig is in iemands huidige of toekomstige leven, werkzame leven, sociale leven met kennissen en familieleden,en zijn/haar leven als een constructieve, betrokken en reflectieve burger."

## Relatie met rekenen en wiskunde
Gecijferdheid is niet hetzelfde als het hebben van een set basisvaardigheden voor bewerkingen met getallen, dat heet rekenen.
Gecijferdheid is niet hetzelfde als het hebben van een systematisch kennisbestand met betrekking tot symbolen, patronen, relaties en structuren, dat heet wiskunde.

## Verwante begrippen
Rond het basisonderwijs en op pabo's kom je ook de verwante begrippen Ontluikende gecijferdheid en Professionele gecijferdheid tegen.